# Mordred Deschain
Mordred Deschain es un personaje ficticio de la serie La Torre Oscura del escritor Stephen King. Mordred es el hijo con dos padres y dos madres, hijo de El Rey Carmesí, Roland Deschain, Mia y Susannah Dean.
Es un monstruo mitad araña/demonio (por parte de El Rey Carmesí) y mitad humano (por parte de Roland). Al nacer, su físico es el de un hermoso bebé blanco como la cera, de un brillante cabello negro y los ojos azules de su padre humano. Poco tiempo después, y estando con su madre demonio, Mia, se convierte en una araña-demonio y devora a esta. Su madre humana, Susannah, le dispara con su revólver, arrancándole una pata.
Es Mordred quien mata a Randall Flagg, el temible mago y principal enemigo de Roland, arrancándole los ojos y la lengua, y devorándolo tras acabar con su vida.
A través de la séptima parte de la saga, Mordred tiene como propósito eliminar a Roland (su padre), como en la historia del Rey Arturo, donde el personaje tiene igual propósito.
Él es uno de los capaces de abrir la puerta que se encuentra a los pies de la Torre oscura, gracias a una marca de nacimiento que lleva en una de sus patas, una marca que ansía Randall Flagg para entrar y subir a lo alto de la Torre

## Muerte
A lo largo de la séptima parte de la saga, Mordred se encuentra cada vez más débil, ya que tiene mucho frío, comió carne envenenada y sólo tiene siete patas. Desesperadamente, planea un ataque sorpresa contra Roland al bordee de Can'-Ka No Rey, pero Acho, el bilibrambo, le sorprende y ataca. Roland despierta al oír los aullidos de Acho y, después de que el brambo falleciera tras la lucha, empalado en un álamo cercano, pero no sin haber debilitado a Mordred, al arrancarle otra pata, Roland pega dos disparos a su hijo, acabando con su vida.
- Datos: Q4352671